# Ralph E. Gomory
Ralph Edward Gomory, né le 7 mai 1929 à Brooklyn Heights, New York, est un informaticien, mathématicien et administrateur de recherche américain.

## Formation
Gomory étudie au Williams College, avec un Bachelor en 1950, puis à l'université de Cambridge et obtient en 1954 un Ph. D. à l'université de Princeton sous la direction de Solomon Lefschetz (titre de la thèse : Critical points at infinity and forced oscillations). Il est, de 1954 à 1957, dans la United States Navy. De 1957 à 1959 il est Higgins Lecturer et professeur assistant à Princeton.

## IBM
En 1959 Gomory rejoint le département de recherche alors fraîchement créé de IBM. Il devient IBM Fellow en 1964 ; à partir de 1965 il dirige la recherche mathématique chez IBM et devient, en 1970, le directeur du département de recherche. En 1973, il devient vice-président d'IBM et en 1985 Senior Vice President for Science and Technology. Durant les 18 années où Gomory est directeur de la recherche d'IBM, des recherches fondamentales sont menées au Thomas J. Watson Research Center sur la technologie RISC, au centre de recherche de San José sur les fondements des bases de données relationnelles et au centre de recherche de Zurich sur des travaux qui ont débouché sur deux prix Nobel, à savoir le microscope à effet tunnel de Gerd Binnig et Heinrich Rohrer et le supraconducteur à haute température de Johannes Georg Bednorz et Karl Alexander Müller.

## Sloan Foundation et après
En 1989 Gomory prend sa retraite de chez IBM ; il devient président de la Alfred P. Sloan Foundation jusqu'en 2007. Il devient ensuite professeur à l'université de New York, dans la Stern School of Business.
Durant son activité comme directeur de la Sloan Foundation, Gomory est un pionnier du Online Learning (enseignement à distance) aux États-Unis, avant l'apparition d'Internet ; il soutient également des chercheurs issues des minorités, et participe aux projets Sloan Digital Sky Survey et du recensement de la vie maritime, le Census of Marine Life.

## Travaux mathématiques
Gomory travaille d'abord sur les équations différentielles non linaires. À Princeton, il s'intéresse à la recherche opérationnelle et devient un pionnier de l'optimisation linéaire en nombres entiers avec le développement en 1958 d'un procédé général de résolution. Il introduit la méthode des plans sécants. Durant son activité chez IBM il publie avec Paul Gilmore des résultats sur le problème de découpe (en), le problème du voyageur de commerce et le problème du sac à dos, et avec Te Chang Hu sur les réseaux de flot. À la fin des années 1960 il étudie la théorie asymptotique de la programmation en nombres entiers et introduit le concept de Corner Polyhedron. Dans les années 1970 il travaille, avec Ellis L. Johnson, sur les fonctions sous-additives en relation avec les Corner Polyhedra et sur leur emploi en programmation en nombres entiers.

## Prix, distinctions, sociétés savantes
Prix
- 1963 : Prix Frederick W. Lanchester[4]
- 1993 : Arthur M. Bueche Award de l'Académie nationale d'ingénierie des États-Unis
- 1984 : Prix de théorie John-von-Neumann
- 1988 : National Medal of Science
- 1998 : Heinz Awards
- 2006 : Prix Harold Larnder

Sociétés savantes
Gomory est huit fois docteur honoris causa, membre de l'Académie nationale des sciences, de l'Académie américaine des arts et des sciences, de la Société américaine de philosophie, de l'Académie nationale d'ingénierie des États-Unis et membre honoraire de l'IEEE.
Autres activités
Gomory était curateur (Trustee) de la Princeton University de 1985 à 1989 et du Hampshire College de 1977 à 1986. De 1984 à 1992 et de 2001 à 2009 il était membre du Comité présidentiel des conseillers en science et technologie (PCAST, le United States President's Council of Advisors on Science and Technology). Il est membre du National Academies Board on Science Technology and Economic Policy (STEP).
Gomory était directeur chez The Washington Post, à la Bank of New York et chez Lexmark.

## Ouvrages (sélection)
- Ralph E. Gomory et William J. Baumol, Global Trade and Conflicting National Interests, MIT Press, janvienr 2001, 215 p. (ISBN 978-0-262-07209-0, présentation en ligne).

## Biographies
- Biographie sur www.ralphgomory.com
- Biographie sur Huffington Post
- Biographie sur informs